# Klára Jerneková
Klára Jerneková (14. ledna 1945, Brno – 31. července 2003, Praha) byla česká herečka, dcera režiséra Karla Jerneka.

## Život
Po maturitě v roce 1962 začala studovat herectví na DAMU. Po absolvování DAMU nastoupila v roce 1966 do pražského Národního divadla, kde působila jen několik let.
Herečka známá rolí Princezny Pampelišky ve stejnojmenném filmu. V závěru života o ni jako herečku přestal být zájem a propadla depresím a alkoholu, což způsobilo její předčasný odchod.
Společně s Jiřím Sovákem a Miroslavem Horníčkem si zahrála v televizním seriálu Byli jednou dva písaři.
Jejím manželem byl jeden z tehdy nejkrásnějších mužských idolů Josef Čáp, s nímž měla syna Filipa, který je hercem, dabérem a občasným moderátorem.

## Rozhlas
- 1965 Božena Benešová: Věra Lukášová, Československý rozhlas, hudba: E. F. Burian, příprava a režie: Josef Henke. Osoby a obsazení: Věra Lukášová (Klára Jerneková), paní Lukášová (Blanka Waleská), pan Láb (Zdeněk Hodr) a Jarka (Jaroslav Kepka)